# Кристи, Уильям (астроном)
Сэр Уильям Генри Мэхони Кристи (англ. William Henry Mahoney Christie; 1 октября 1845 — 22 января 1922) — британский астроном.

## Биография
Родился в Лондоне, сын английского математика Самуила Хантера Кристи, получил образование в Королевском колледже Лондона, и в Тринити-колледже в Кембридже, где занял четвёртое место по успеваемости по математике.
Работал в Гринвичской обсерватории, с 1870 по 1881 — главным помощником, в 1881 занял должность Королевского астронома вместо престарелого Джорджа Эйри и оставался на этом посту до 1910 года. Избран членом Лондонского Королевского общества в июне 1881. Был президентом Королевского астрономического общества с 1882 по 1885.
Личное рыцарство (командор ордена Бани) (1904).
Кристи умер и был похоронен в море недалеко от Гибралтара в 1922 году. Был женат на Мэри Виолет, дочери сэра Альфреда Хикмана.